# Stéphane Antiga
Stéphane Antiga (Suresnes, 3 febbraio 1976) è un allenatore di pallavolo ed ex pallavolista francese di ruolo schiacciatore.

## Carriera

### Giocatore

#### Club
La carriera di Stéphane Antiga comincia nel 1994, quando fa il suo esordio nella Nationale 1A francese con il Paris UC: con la squadra della capitale, che a partire dalla stagione 1998-99 si fonde con il RC de France dando origine al Paris, resta legato per ben nove stagioni, ottenendo la vittoria di sette campionati (di cui cinque con la nuova denominazione di Pro A), 4 coppe di Francia, una Champions League, una Coppa delle Coppe ed una supercoppa europea.
Nella stagione 2003-04 va a giocare nella Serie A1 italiana, ingaggiato dal Piemonte di Cuneo, mentre in quella successiva passa alla squadra spagnola del Pòrtol, dove rimane per un triennio conquistando due campionati, due coppe del Re ed la supercoppa spagnola.
Nella stagione 2007-08 viene ingaggiato dallo Skra Bełchatów, militante nel massimo campionato polacco, dove resta per quattro annate, vincendo altrettanti campionati consecutivi e due coppe di Polonia; nella stagione 2011-12 resta sempre in Polonia ma si trasferisce nel Łuczniczka Bydgoszcz, dove rimane per un biennio prima di tornare al club di Bełchatów per l'annata 2013-14, conclusa con la vittoria del proprio quinto titolo nazionale polacco; al termine dell'annata decide di ritirarsi dall'attività agonistica.

#### Nazionale
Nel 1998 entra a far parte della nazionale francese con la quale si aggiudica la medaglia di bronzo al campionato mondiale 2002, quella d'argento ai campionati europei del 2003 e del campionato europeo 2009, oltre a giungere al secondo posto nella World League 2006.
Al termine del campionato mondiale 2010 annuncia il suo ritiro dalla nazionale.

### Allenatore
Dopo il ritiro come giocatore viene nominato allenatore della nazionale polacca che guida alla vittora del campionato mondiale 2014.
Il 15 dicembre 2016, dopo l'ufficializzazione del termine del contratto fra l'allenatore francese e la nazionale polacca, la Federazione pallavolistica del Canada annuncia l'ingaggio di Stéphane Antiga come commissario tecnico della Nazionale maschile a partire dal 1º maggio 2017; alla guida della selezione nordamericana vince la medaglia di bronzo alla World League 2017 e al campionato nordamericano, rassegnando quindi le proprie dimissioni nell'ottobre 2018.
Nella stagione 2017-18 diventa allenatore della formazione polacca dell'ONICO Warszawa, sulla cui panchina rimane per due annate; a partire dalla stagione 2019-20 esordisce alla guida di una formazione femminile, accasandosi al Developres Rzeszów in Liga Siatkówki Kobiet polacca, che guida alla vittoria della supercoppa polacca 2021 e della Coppa di Polonia 2021-22.
Nella stagione 2024-25 approda nel campionato italiano sulla panchina della Savino Del Bene.
Il 15 ottobre 2024, dopo due vittorie nelle prime due partite di campionato, viene a sorpresa comunicato il suo esonero dalla panchina della squadra toscana.

## Palmarès

### Giocatore

#### Club
- Campionato francese: 7

1995-96, 1996-97, 1997-98, 1999-00, 2000-01, 2001-02, 2002-03
- Campionato spagnolo: 2

2005-06, 2006-07
- Campionato polacco: 5

2007-08, 2008-09, 2009-10, 2010-11, 2013-14
- Coppa di Francia: 4

1996-97, 1998-99, 1999-00, 2000-01
- Coppa del Re: 2

2004-05, 2005-06
- Coppa di Polonia: 2

2008-09, 2010-11
- Supercoppa spagnola: 1

2005
- CEV Champions League: 1

2000-01
- Coppa delle Coppe: 1

1999-00
- Supercoppa europea: 1

2000

### Premi individuali
- 2001 - Champions League: MVP
- 2005 - Coppa CEV: Miglior ricevitore
- 2005 - Supercoppa spagnola: MVP
- 2009 - Campionato europeo: Miglior ricevitore

### Allenatore

#### Club
- Coppa di Polonia: 1

2021-22
- Supercoppa polacca: 1

2021